# Anisodes argyromma
Anisodes argyromma là một loài bướm đêm trong họ Geometridae.